# Los K Morales
Los K  Morales es una banda musical colombiana, del género vallenato, conformada por los hermanos Kanner Morales y Keyner Morales.
Inició el 4 de noviembre de 2005, con el ánimo de continuar el legado que dejado por su difunto hermano, Kaleth Morales, llamado el “Rey de la Nueva Ola” del vallenato, y su padre Miguel Morales, “La Voz”. Actualmente, con 19 años de vida artística, forman parte de la “Dinastía Morales”, siendo reconocidos como "los Príncipes de la Nueva Ola”. Su catálogo discográfico está conformado por 4 producciones musicales, de donde se destacan éxitos como : La Misma Mujer, Única, Cada Minuto, No Eres Princesa, Acróstico, Que No Muera Este Amor, Ámame, Gracias, entre otras canciones que combinan el tradicional ritmo vallenato con sonidos modernos.
En el 2006, fueron nominados a los Premios Luna, y ganaron este importante reconocimiento, en la categoría “Grupo Revelación Del Año”. Fueron nominados por segunda vez en el año 2008. En el año 2017, se estrenó en un importante canal de televisión nacional, la serie “Los Morales, Lo Que Se Hereda Se Canta”, en honor a la trayectoria musical de su familia y en la cual fue personificada la vida de Los K Morales. Rápidamente se posicionó como la bionovela con mayor índice de audiencia de la televisión Colombiana y posteriormente fue emitida en países como Venezuela, Panamá, República Dominicana, Ecuador, Paraguay y el Salvador. En este mismo año, Realizaron presentaciones internacionales en México y Ecuador.
Para el mes de mayo del 2017 lanzan su sencillo, “El Fulano”. Rápidamente se convirtió en un éxito nacional y alcanzó los primeros lugares en las diferentes estaciones radiales a nivel nacional y obteniendo cifras significativas en el mundo digital, logrando más de 18 millones de vistas en el canal de YouTube.
En el año 2018, se convirtieron en los primeros artistas del género vallenato, junto a Omar Geles, en representar al País en la competencia folclórica del Festival más importante de Latinoamérica, “VIÑA DEL MAR”, superando a más de 500 canciones, con su éxito, El Fulano.
En 2019, Los K Morales presentaron su nueva imagen y lanzaron un nuevo sencillo titulado "La Manzana", con el que emprendieron un nuevo camino de éxito cargado de sorpresas para sus seguidores.

## Historia
Con la influencia de su hermano Kaleth Morales y su padre Miguel Morales, también cantante vallenato, los hermanos Kanner Morales y Keyner Morales en compañía del acordeonero de Kaleth Morales Juank Ricardo, deciden conformar la agrupación después del fallecimiento en un accidente de tránsito de Kaleth. Sus primeras presentaciones las realizaron cantando las canciones grabadas por su hermano. 
Para el 1 de junio de 2006 lanzan al mercado nacional su primera producción titulada Seguimos con lo nuestro, bajo el sello de Sony Music Colombia. De esta producción se destacan su primer sencillo La misma mujer así como Única, Cada minuto, Ángel del camino, No eres princesa entre otras, en este álbum Los K Morales combinan el tradicional ritmo vallenato con sonidos modernos. Esto los llevó a presentarse en ferias y festivales importantes a nivel nacional como el Festival de la leyenda vallenata, La Feria de Bucaramanga, el Carnaval de Barranquilla entre otros eventos, este mismo año son nominados como grupo revelación del vallenato en los Premios Luna obteniendo el premio. 
Para el segundo semestre de 2007 lanzan al mercado un nuevo sencillo titulado Acróstico de la sutoria  conjunta de Kaleth Morales y Kanner Morales esto les permite alcanzar nuevamente una nominación a los Premios Luna como grupo revelación del vallenato, esta canción sería el sencillo promocional de su segunda producción discográfica que saldría al mercado El 15 de febrero de 2008 titulada Reflejo bajo el sello de Sony Music Colombia, aunque originalmente se titularía Gracias pero por motivos publicitarios se le cambió el nombre a última hora. De esta producción cuatro canciones han sido éxito: Acróstico, Que no muera este amor y Ámame y Gracias.
Dentro de su recorrido musical Los K Morales fueron escogidos por una marca de jabón para ser la imagen en una de sus campañas publicitarias que los llevó de gira por varias ciudades de la región Caribe colombiana.
Un suceso trágico lleno de luto a la agrupación, El 15 de agosto de 2008 el cajero de la agrupación Francisco José Beleño falleció en un accidente automovilístico junto a Leonardo Gómez Jr. Compositor vallenato y a quien Los K Morales le habían grabado varias canciones ese 2008 la agrupación es nuevamente nominada a los premios Luna como grupo revelación del vallenato con su canción Que no muera este amor.
Para 2009 y debido a sus compromisos actorales en la telenovela Oye bonita se anunció la separación del acordeonero JuanK Ricardo de la agrupación en enero de 2009, el 19 de marzo de 2009 Manuel Julián Martínez Sehoanes exacordeonista de Luifer Cuello es confirmado como nuevo integrante de la agrupación. además se anunció la salida de una nueva producción discográfica para el 2009, en varias de sus presentaciones Los K Morales interpretaron la canción Nadie lo esperaba qué se perfilaba para ser el primer sencillo promocional sin embargo finalmente y después de una larga espera esta saldrá al mercado en 2012. En octubre de 2009 se anuncia la separación de Manuel Julián de la agrupación. Mane fue reemplazado en la agrupación por Carlos Andrés Villa quien también es actor y quien toco durante 2 años y unos meses en la agrupación. El 5 de noviembre de 2009 se lanzó su nuevo sencillo en formato descarga digital titulado Tuyo para siempre de la autoría de Felipe Peláez que incluyó toda una campaña que incluyó un cambio de imagen y la presentación del Logo de la agrupación. En mayo de 2010 lanzaron una compilación con algunos de sus éxitos llamada La historia. Sin embargo, Los K Morales fueron ausentándose poco a poco de la escena musical, y el número de sus presentaciones fue bajando. 

### 2012 El gran regreso
En marzo de 2012 se produce el regreso a la agrupación de JuanK Ricardo previo al lanzamiento del nuevo trabajo discográfico. El 20 de abril de 2012 se lanza al mercado su tercera producción bajo el sello musical Codiscos titulada El gran regreso. esta producción incluye 2 CD uno con 12 canciones, entre los compositores están Omar Geles, Felipe Peláez o el propio Kanner Morales, y el segundo es un CD llamado Tributo a Kaleth. En este CD encontramos 8 canciones, 5 de Kaleth Morales de las cuales dos canciones son inéditas y otras que ya habían sido interpretadas por otros cantantes. 2 de Kanner Morales y una de Fabián Corrales. El segundo sencillo de la producción es una canción cantada a dúo por Kanner y Keyner titulada Nadie lo esperaba.
Para 2013 Kanner, Keyner y JuanK Ricardo anuncian la llegada de su nuevo mánager Camilo Guerra e inician la preproducción de su cuarto álbum musical lanzando el sencillo Para Ti  Sin embargo, a fin de año Juank abandona la agrupación nuevamente debido al poco éxito que estaba obteniendo la agrupación y a las pocas presentaciones, Ricardo es reemplazado por José Sánchez. En 2014 se lanza la canción Porqué no estás  junto al cantante de Champeta Kevin Flores, sin embargo, aunque la canción sonó en las emisoras tampoco obtuvo los resultados esperados. Finalmente el 16 de junio de 2015 salió al mercado bajo el sello de Codiscos la 4 producción del grupo Vencedores que tuvo como sencillo promocional la canción Tas de chercha de la autoría de Diego Daza y como segundo sencillo Un beso tuyo pero los resultados con este álbum tampoco fueron los esperados.

### 2016
Para el año 2016 el acordeonista José Sánchez renuncia al grupo debido a la falta de presentaciones y de promoción del grupo Esto generó una crisis dentro del grupo por lo tanto se dio el regreso como mánager de Camilo Guerra, un cambio de imagen con varias cirugías y la apuesta por un joven acordeonista de Santa Marta llamado Alejandro Ojeda como respuesta de Los K Morales a la crisis. Ojeda es presentado en Bucaramanga en un evento musical generando comentarios positivos, las presentaciones empiezan a ser cada vez más numerosas a nivel musical.

### La dinastía
En el año 2016 se anunció la salida a la televisión de la novela Los Morales lo que se hereda se canta basada en la vida de Miguel Morales y Kaleth Morales y en la cual la vida de Los K Morales también fue personificada. Su primer capítulo fue emitido por el Canal Caracol el 22 de mayo de 2017 y rápidamente se posicionó como la telenovela con mayor índice de audiencia. Los hermanos Morales fueron interpretados por Daniel Moreno como Kanner y Eudis Javid Almendrales como Kanner niño y Junior Polo como Keyner Morales Troya y Josué David Carmona como Keyner niño. La novela llegó a su final el 11 de septiembre de 2017. La novela también fue emitida en Venezuela, Panamá, República Dominicana, Ecuador, Paraguay y El Salvador.

### El fulano
Para el mes de mayo lanzan la canción El fulano canción de la autoría de Omar Geles quien también hace el acompañamiento en las voces y el acordeón, la canción rápidamente se convierte en un éxito sonando en emisoras nacionales, el boom de El fulano devolvió a Los K Morales a los primeros lugares de la música vallenata en el país, permitiendo así que el número de sus presentaciones aumentara por todo el país, y devolviendo la confianza a una agrupación que años atrás se encontraba en crisis. En septiembre de 2017 se lanza el vídeo de la canción obteniendo en sus primeros 5 meses millones de visitas. Tal fue el éxito de la agrupación que el 12 de noviembre de 2017 grabaron su primer álbum en vivo en el estadio Álvaro Gómez Hurtado de la ciudad de Floridablanca ante 40000 personas. Este álbum será lanzado al mercado en 2018.

### Viña del Mar
El éxito de El fulano llevó a que la canción fuera seleccionada para representar a Colombia en la competencia folclórica del LIX Festival Internacional de la Canción de Viña del Mar en Viña del Mar Chile siendo el primer grupo de música vallenata que representaba a este género musical en la competencia folclórica y superando a 500 canciones que concursaron para hacer parte de este festival. Los K Morales fueron acompañados por Omar Geles en el acordeón y por la banda del festival en su interpretación. En su primera noche el 21 de febrero de 2018 Los K Morales obtuvieron una puntuación de 6.2 sobre 7 puntos ocupando el segundo puesto en la primera ronda, el 23 de febrero en su segunda presentación obtuvieron un puntaje de 6.5 sobre 7 siendo el más alto de la noche y clasificando a la final. finalmente Los K Morales no ganaron la gaviota de plata pero tuvieron notas importantes.

## Biografías
Estos son los dos miembros principales de la agrupación de Los K Morales.

### Kanner Morales Troya

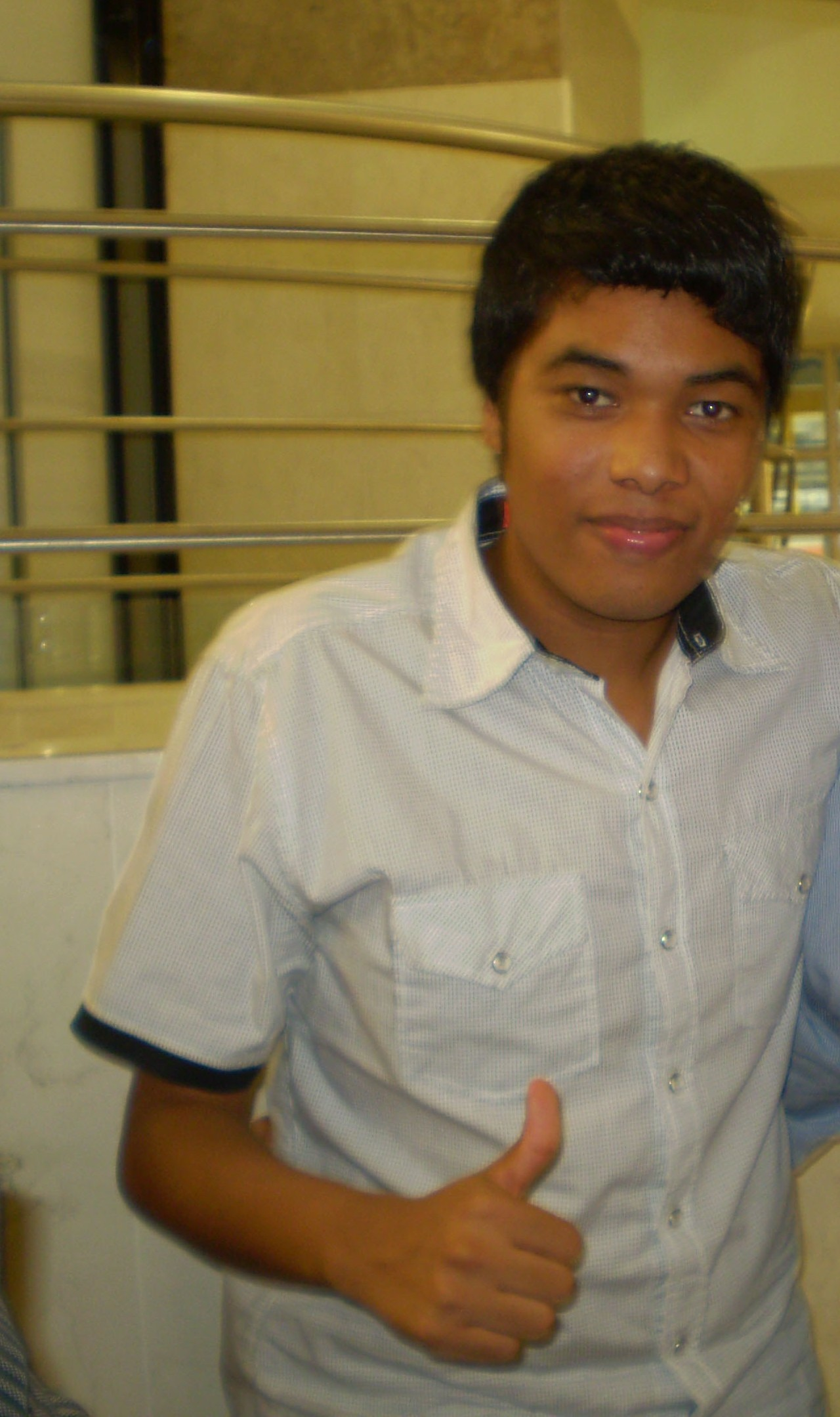
Kanner Morales.

Nacido en Valledupar, Cesar, Colombia el 1 de octubre de 1986, es una de las voces líderes del grupo, estudiaba odontología en Bogotá pero tras el fallecimiento de Kaleth Morales se decidió por el canto. Además Kanner también es compositor, de él se conocen varias canciones entre ellas Eres diferente cantada por Los K Morales, Tu alma en mi canción grabada por Erick Escobar en su álbum "Un vallenato del alma", Cojo mi camino grabada por Luisk de León y Te amo y te amaré y Por ti interpretadas por ellos mismos. También escribió la segunda estrofa de Acróstico compuesta por su hermano Kaleth Morales.
Actualmente está casado con Sulfy Barranco, con quien tiene un hijo llamado Thiago y una hija llamada Lía Isabel.

### Keyner Morales Troya

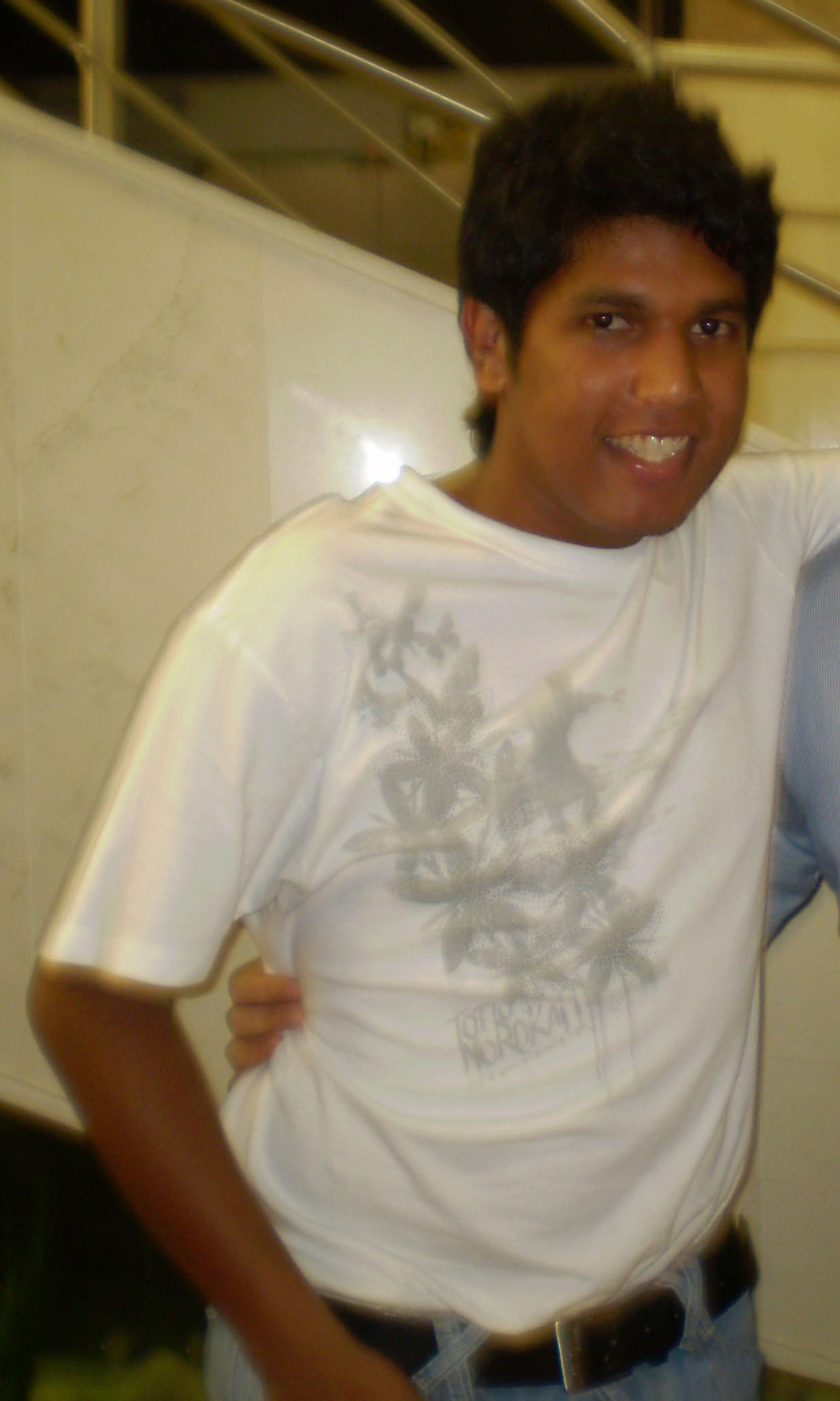
Keyner Morales.

El "Kiu" como lo conocen sus familiares, amigos y seguidores nació el 23 de abril de 1988 en Valledupar, Cesar, Colombia, era el corista de la agrupación de su hermano Kaleth Morales y viajaba con él, al momento del accidente en el que perdió la vida Kaleth Morales.
Sin embargo, milagrosamente Keyner sobrevive y después de una rápida recuperación vuelve a los escenarios para seguir demostrando su talento y carisma. También se dio a conocer su primera composición titulada Hasta que el destino lo decida además Oscar Díaz grabó otra canción de Keyner titulada Cuesta aceptarlo.
Además del canto le gusta el fútbol.
El 16 de junio de 2007 fue herido antes de una presentación en el municipio de San Diego Cesar en el intercostal derecho aunque el incidente no pasó a mayores.
Actualmente se encuentra casado con Catalina Charrys y con dos hijas productos de esta unión llamadas Leanna y Victoria Morales.

## Acordeoneros

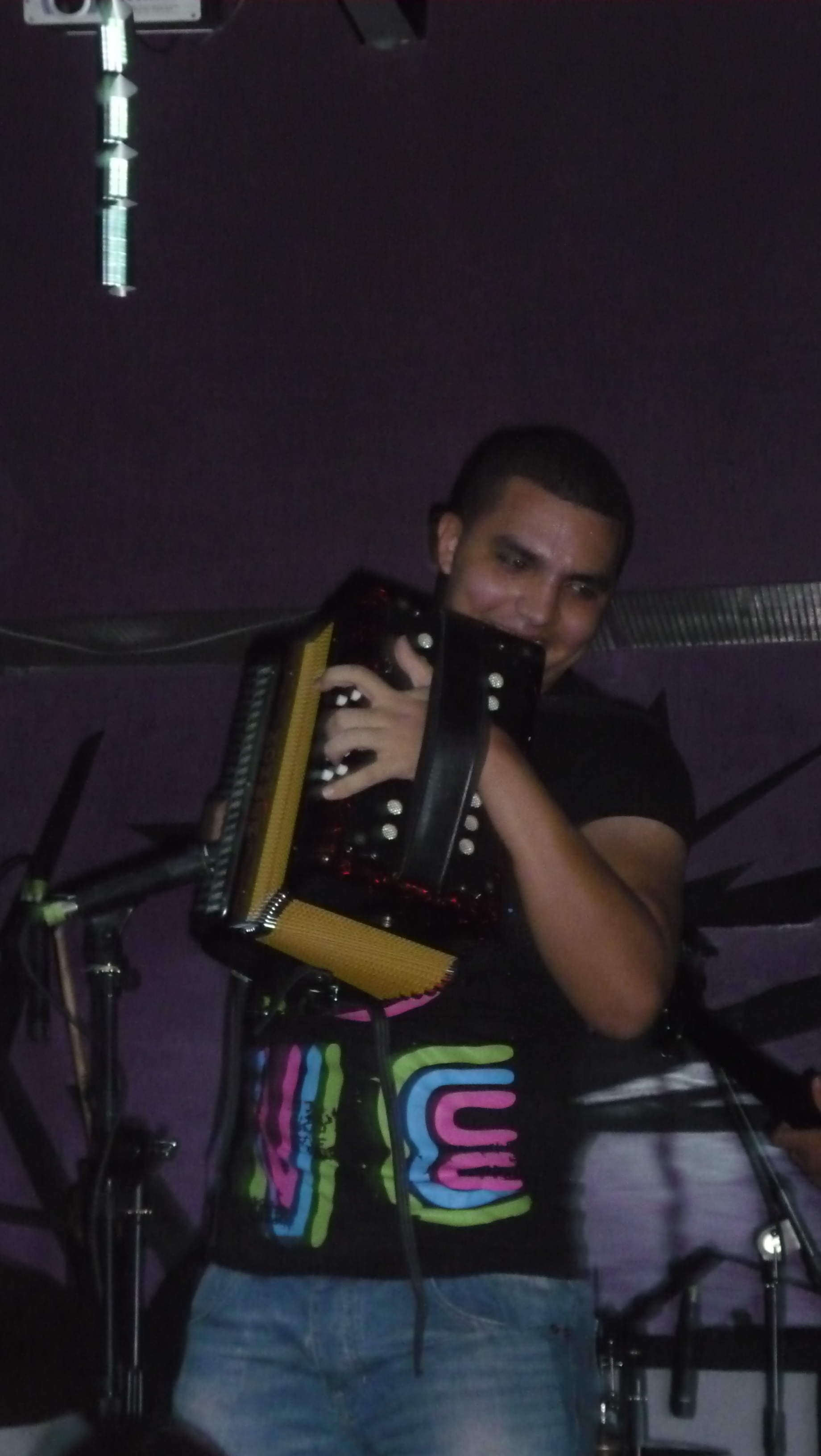
Krlos Villa Ex-acordeonero de la agrupación Los K Morales.

Los K Morales han contado con 6 acordeoneros desde la creación del grupo
- JuanK Ricardo (2005 - 2008) (2012 - 2013)
- Manuel Martínez (2009)
- Carlos Villa (2009 - 2012)
- José Sánchez (2013 - 2016)
- Alejandro Ojeda (2016 - 2019)
- Jorge García (2019 - 2020)

## Discografía

### Seguimos con lo nuestro
| Carátula | Información                                                                                                  | Singles oficiales |
| -------- | --- | --- |
|          | Seguimos con lo nuestro - A la venta desde el 1 de junio de 2006 (COL) - Sello: Sony BMG Music Entertainment | Seguimos con lo nuestro - Seguimos con lo nuestro / Miguel Morales - Tu mal genio / Carlos Daza - Única / Kaleth Morales - No eres princesa / John Dovales - La misma mujer / Leonardo "Leo" Gómez - Me alegraste la vida / Hugues Martínez - Nada de nada - Ft Miguel Morales / Miguel Morales - Ángel del camino / Kike Suárez - Nominada al Óscar / Álvaro Vence - Por qué serán así / Omar Geles - Cada minuto / Carlos Daza - Diferente / Sergio Luis Rodiriguez - Sin palabras / Isacs Calvo |

### Reflejo
| Carátula | Información                                                                                     | Singles oficiales |
| -------- | ----------------------------------------------------------------------------------------------- | --- |
|          | Reflejo - A la venta desde el 15 de febrero de 2008 (COL) - Sello: Sony BMG Music Entertainment | Reflejo - Ámame / Lucho Alonso - Puya a mi negra / Leonardo Gómez Jr. - Gracias / Kaleth Morales - Mi dueña eres tu / Omar Geles - A escondidas / Alí Guerrero - Sin fecha de vencimiento / Luis Eduardo Alonso - Acróstico / Kaleth Morales - Que no muera este amor / Wilfran Castillo - Me estoy cansando / Miguel Morales - Tiquete de amor / Álvaro Vence - No pierdo la fe / Marciano Martinéz - Cada vez / Carlos Daza - Sabor a miel / Leonardo Gómez Jr. |

### El gran regreso
| Carátula | Información                                                                       | Singles oficiales |
| -------- | --------------------------------------------------------------------------------- | --- |
|          | El gran regreso - A la venta desde el 20 de abril de 2012 (COL) - Sello: Codiscos | El Gran Regreso - Nadie lo esperaba / Manuel Julián Martínez /Álvaro Vence) - Te amo y te amare / Kanner Morales - Llegaste / Cabe Solano - Se acaba / José Iván Marín - Cuando te vi / Jandy Feliz - Me enamoro más / Jorge Mario Peña - Un hombre perfecto / Rolando Ochoa - Tu cara preciosa / Omar Geles - Condenado a amarte / Rafael Simón Meza - Solo tú / Sergio Luis Rodríguez - Tuyo para siempre / Felipe Peláez - María Eugenia / Alejandro Durán Tributo a Kaleth - Porque somos así / Kaleth Morales - Destrozaste mi alma / Kaleth Morales - Por ti / Kanner Morales - En busca de un perdón / Kaleth Morales / (Leonardo Gómez Jr. - Mi seguidora y yo / Kaleth Morales - Novios cruzados / Kaleth Morales - Tu Alma En Mi Canción / Kanner Morales - Que me puedas amar / Fabián Corrales |

### Vencedores
| Carátula | Información                                                                  | Singles oficiales |
| -------- | ---------------------------------------------------------------------------- | --- |
|          | Vencedores - A la venta desde el 16 de junio de 2015 (COL) - Sello: Codiscos | Vencedores - Vencedores / John Mindiola - Se me olvidó / Carlos Daza - En algún Lugar del alma / Kaleth Morales - La amiga de mi novia / Cabe Solano - Simplemente Nunca / Omar Geles - Juego Peligroso / Rolando Ochoa - Qué pasó Ft. Miguel Morales / Diego Daza - El enamorado / Teodoro López - La burlita / Sergio Luis Rodríguez - Un beso tuyo / Diego Daza - Ese rayito de Luz / José Iván Marín - 1000 horas al día / Kanner Morales - Tas de chercha / Diego Daza - No pierdo nunca / Richard Daza |

## Sencillos
- La misma mujer - (Kanner y Keyner Morales) - Seguimos con lo nuestro - 2006
- Acróstico - (Kanner Morales) - Reflejo - 2007
- Que no muera este amor - (Kanner Morales) - Reflejo - 2008
- Gracias - (Keyner Morales) - Reflejo - 2008
- Tuyo para siempre - (Kanner Morales) - El Gran Regreso - 2009
- Nadie lo esperaba - (Kanner y Keyner Morales) - El Gran Regreso - 2012.[15]
- Para ti (Kanner y Keyner Morales) - 2013
- Porque te fuiste (Kanner y Keyner Morales Ft. Kevin Flórez - 2014
- Tas de chercha (Kanner, Keyner y José Sánchez) - Vencedores - 2015
- El fulano (Kanner y Keyner Morales Ft. La Gente de Omar Géles) - 2017
- La Manzana (Kanner y Keyner Morales) - 2019
- No me da la gana (Kanner y Keyner Morales) - 2019

## Otras canciones
- Amigos con derechos (Kanner Morales)
- Historia de chat Ft Alberto "Beto" López Y Nicolás "Nico" Pineda (Kanner Morales)
- Eres diferente (Kanner Morales & Keyner Morales)
- Hoy tengo antojos (Kanner Morales)
- Hasta que el destino lo decida (Keyner Morales)
- Eres (Keyner Morales)
- La historia (La misma mujer, Cada minuto, Gracias, Única, Tuyo para siempre)
- La mejor mujer del mundo

## Colaboraciones
- Kaleth Morales - Dame un beso (Único) 2006 (Kanner Morales)
- Miguel Morales - Cuando estoy contigo (Dinastía para la historia) 2007
- Efraín Gómez - Convencida (El Cantante) 2011
- Mario & Boris Velez - El idiota 2017

## Premios y nominaciones
- Premio Luna 2006 - Grupo revelación del Vallenato (Ganadores)
- Premio Luna 2007 - Grupo revelación del Vallenato (Nominados)
- Premio Luna 2008 - Grupo revelación del Vallenato por Que no muera este amor (Nominados)

## Televisión
| Año  | Novela                                | Actores                                                                       | Notas                                                                                        |
| ---- | ------------------------------------- | ----------------------------------------------------------------------------- | -------------------------------------------------------------------------------------------- |
| 2012 | Casa de Reinas                        | - Kanner Morales - Keyner Morales                                             | Cameo como ellos mismos presentando su canción Nadie lo esperaba en el reinado de la Prisión |
| 2017 | Los Morales lo que se hereda se canta | - Daniel Moreno - Eudis Javid Almendrales - Junior Polo - Josué David Carmona | - Kanner Morales adulto - Kanner Morales niño - Keyner Morales adulto - Keyner Morales niño  |